# Asistent (znanost)
Asistent, suradničko radno mjesto u znanstvenoj organizaciji. Na sveučilištu ga se bira iz redova najuspješnijih studenata. Pomaže u provođenju dijela nastavnog procesa, provjeri znanja, znanstvenoj, umjetničkoj i stručnoj djelatnosti sveučilišta odnosno sastavnice u skladu s njegovim općim aktom.